# Philippe-Prosper d'Autriche
Titre
Prince des Asturies
20 novembre 1657 – 1er novembre 1661
(3 ans, 11 mois et 12 jours)

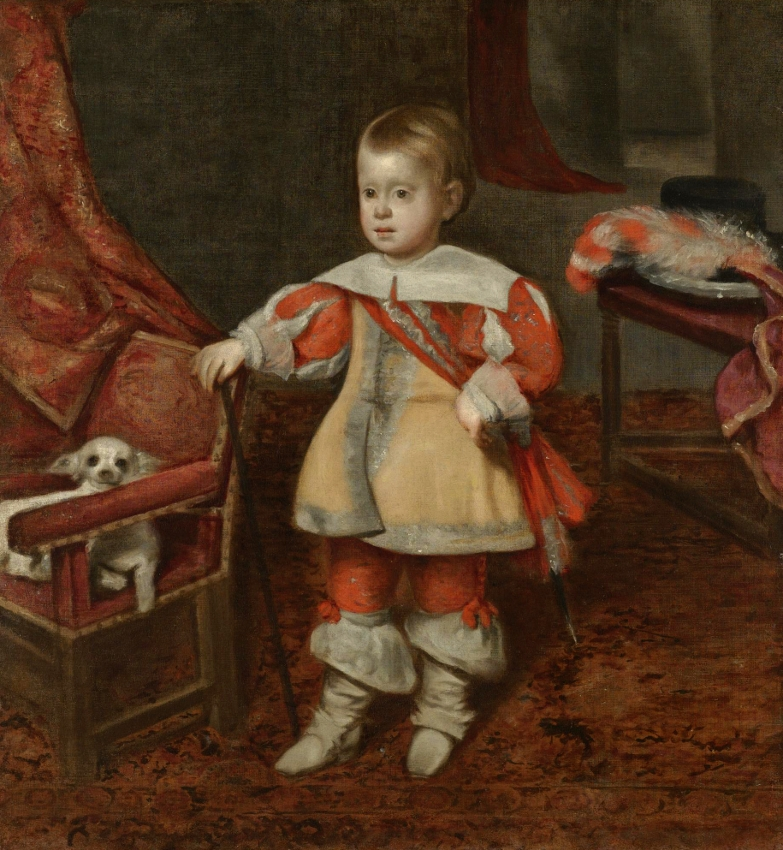
Philippe-Prosper d'Autriche par Juan Bautista Martínez del Mazo

Philippe Prosper Joseph François Dominique Ignace Antoine Bonaventure Didace  Michel Louis Alphonse Isidore Raymond Victor d’Autriche (né à Madrid le 20 novembre 1657 – mort à Madrid le 1er novembre 1661) est le quatrième enfant et le premier fils issu du second mariage du roi Philippe IV d'Espagne avec Marie-Anne d’Autriche. Héritier du trône d'Espagne, il est prince des Asturies de sa naissance à sa mort.
Seul fils après deux filles encore vivantes, les infantes Marie-Thérèse d'Autriche née en 1638 et Marguerite-Thérèse d'Autriche née en 1651, sa naissance est accueillie avec une grande joie par le royaume qui attend un prince héritier mâle depuis la mort du prince Baltasar Carlos, en 1646. Philippe est immédiatement nommé prince des Asturies. Un second fils, l'infant Thomas Charles, naît l'année suivante mais meurt dès 1660. 
Les espérances placées sur le prince Philippe sont anéanties le 1er novembre 1661, lorsque l'enfant meurt, âgé de 4 ans, mais la naissance quelques jours plus tard de son frère cadet l'infant Charles, futur Charles II d'Espagne redonne quelque espoir à la dynastie.

## Biographie
La naissance du prince Philippe-Prosper ravive l'espoir de la couronne espagnole. Depuis la mort du prince Balthasar-Charles, il manquait un héritier au trône. Il est peint par Diego Vélasquez, en 1659 ; ce tableau reflète une profonde tendresse, mais il renvoie également l'état maladif et chétif de l'enfant, montrant les parures sur ses vêtements. Le tableau est repris en 1660 ou 1661, par Juan Bautista del Mazo, qui peint lui aussi l'enfant. Philippe-Prosper souffre en effet d'épilepsie.
Les espoirs de la couronne sont anéantis en 1661, lorsque le jeune garçon meurt, probablement d'une crise d'épilepsie, quelques jours avant la naissance du futur Charles II.
Le roi Philippe IV écrira une lettre où il fera mention de la mort de son fils :
« La longue maladie de mon fils et ma présence constante à ses côtés m'ont empêché de répondre à votre lettre, et la douleur ne m'a pas permis de le faire, à ce jour. J'avoue, sœur Marie, que ma douleur est grande, comme il est naturel après avoir perdu un bijou comme celui-ci. Mais au milieu de ma douleur, j'essayais de l'offrir à Dieu, et d'assumer sa volonté divine ; croyant avec ferveur qu'il fera tout ce qu'il considère le mieux, ce qui est le plus important. Je peux vous assurer que ce qui me fait le plus mal, au-delà de ma perte, c'est que j'ai l'impression d'avoir mis Dieu en colère, et que cette punition a été envoyée comme punition pour mes péchés. »

## Référence
1. ↑  Martin Hume 1907